# Río Congo (Darién)
Río Congo es un corregimiento del distrito de Santa Fe en la provincia de Darién, República de Panamá. La localidad tiene 1.540 habitantes (2010).